# Бициклизам
Бициклизам је рекреација, спорт и начин кретања копном коришћењем бицикла, превозног средства на људски погон. Људи који се баве бициклизмом се називају „бициклистима”.
Бицикл је настао је у Европи у 19. веку. Откриће бицикла није везано за одређену годину или конкретног изумитеља. Кроз историју је било више примера возила покретаних људском снагом. Особа која се спомиње као први возач бицикла је немачки барон Карл фон Драјс, који је 1817. године возио својеврсни бицикл на гурање. Старлијев модел бицикла из 1885. године најчешће се сматра првим модерним бициклом. Даље побољшање било је увођење пнеуматских гума, 1888. године, које је увео Шкот Џон Данлоп. Од тада се основни концепт бицикла није битно мењао, осим што су данашњи бицикли далеко лакши за управљање и сигурнији.
Због релативно јефтине израде и доступности то је данас најраширеније превозно средство. Претпоставља се да данас на свету постоји преко 1.000.000.000 бицикала.
Због чињенице да у поређењу с другим уобичајеним превозним средствима (нпр. аутомобилом) далеко мање опасан по загађење околине, а уједно врло позитивног учинка на здравље људи који возе бицикле, бројни градови осигуравају за бициклисте различиту инфраструктуру која им олакшава вожњу: одвојене бициклистичке стазе, посебна места за одлагање бицикала, делове града у које је могуће доћи искључиво бициклом или пешице, итд.
Данас је бициклизам стандардни олимпијски спорт у неколико дисциплина. Постоји и одређен број бициклистичких дисциплина које нису у олимпијском програму.
Треба напоменути да постоји доста категорија
1. Екстремни бициклизам
2. Циклокрос
3. Брдски бициклизам
4. Друмски бициклизам
5. Велодромски бициклизам
6. Лежећи бицикл

Ово су најраспрострањеније категорије. Постоје различите трке за сваку категорију. За сваку су потребне другачије вештине, опрема и бицикли.
Према истраживању научника, професионални бициклизам (Тур де Франс, Ђиро ди Италија) је најнапорнији спорт, а следи га триатлон.

## Историја бициклизма на Олимпијским играма
Од Атине 1896. бициклисти се у друмској трци нису такмичили само на Играма 1900, 1904. и 1908. године. Прве жене које су се такмичиле на олимпијским играма у бициклизму (друмске трке) на стазу су изашле 1984. године у Лос Анђелесу и од тада су су неизоставни део сваких Игара.
Трке на писти се одржавају на дрвеним подлогама још од 1870. године и уврштене су у програм првих Олимпијских игара модерног доба. Од тада до данас (осим Игара 1912. године), трке на писти су биле на програму свих Игара. Жене су први пут стартовале на писти у Сеулу, 1988. године.
Моунтаин бајкинг (МТБ) је дисциплина која  је великом брзином стигла од прве вожње до олимпијске стазе. Прва такмичења у МТБ-у су одржана средином седамдесетих година 20. века, прво национално такмичење 1983. године у САД, а прво Светско првенство седам година касније – 1990. године. На Играма је МТБ имао своју премијеру у Алтанти 1996. године и од тада је на редовном програму свих Игара до данас.
БМX је имао далеко дужи пут од свог настанка до учешћа на Играма. Први БМX бицикли су вожени још средином шездесетих година двадесетог века у Калифорнији, а на  Играма се први пут појављују у Пекингу 2008. године.

## Историја бициклизма у Србији
Прво српско велосипадско друштво у Србији је основано у Београду 23. децембра 1884. Иницијатор је био Ђорђе Нешић, касније професор универзитета и академик, који је за време студија медицине у Москви, Паризу и Бечу побеђивао најбоље бициклисте Русије (1896. шампион), Француске, Аустрије и Италије, а 1896. победио је у Лоџу тадашњег светског првака Немца Лера.
Прво првенство Београда је одржано 15. јуна 1896. на траси „Лондон“—Топчидер, а 15. октобра 1897. и првенство Србије на стази Београд—Смедерево—Београд. Београдски бициклисти такмичили су се у Загребу, Суботици, Темишвару, Великом Бечкереку са великим успехом.
У Београду су изграђене две примитивне писте, а у јануару 1897. покренут је Велосипедски лист, први спортски лист у Србији. Истицали су се браћа Рибникар, Ђ. Попара (који је из Трста, први донео тркачки бицикл), Љ. Станојевић, С. Савић, М. Терзибабић, који су ради популаризације бициклизма приређивали више „тура“ као Београд—Цетиње и назад, Београд—Текија и др.
Године 1898. на путу Ниш—Београд одржана је трка бициклиста и коњаника, коју су добили коњаници.
Између ратова основано је више клубова у Београду (Авала, Југославија, Митић и др.), а од 1939. уведена је међународна етапна Кроз Србију, која је постала традиционална све до данас. За млађе возаче установљена је трка Кроз Ужичку републику.
После рата међу возачима су најистакнутији вишеструки прваци СФРЈ Веселин Петровић и Радош Чубрић, а од млађих М. Маринковић други на Светском јуниорском првенству 1977. у вожњи на писти и четвороструки првак СФРЈ. У Србији (без покрајина) крајем 1977. радило је 15 клубова са 250 бициклиста.
Бициклистички спорт може да се подичи да је у последња два циклуса имао олимпијце – 2004. у Атини возио је Иван Стевић а 2008. у Пекингу Иван Стевић и Небојша Јовановић. Пре Атине, последње учешће наших репрезентативаца било је у Барселони 1992. године.
Српски бициклизам може да се похвали да је један наш бициклиста ушао у анале светског спорта: Александар Миленковић, победник трке „Око Бугарске“ 1991. је један од ретких спортиста који има учешће у три различита спорта на Олимпијским играма: 1992. на зимским ОИ у Албервилу у смучарском трчању, 1992. на летњим ОИ у Барселони у бициклизму и 2006. на зимским ОИ у Торину у биатлону.

## Занимљивости везане за бициклизма
У Србији постоји бициклистичка породица са две генерације олимпијаца: Радош Чубрић је био учесник ОИ у Минхену 1972, старији син Рајко возио је у Сеулу 1988. а млађи Радиша у Барселони 1992. године.
Једини бициклиста из Србије који је возио све три највеће трке (Ђиро д’Италија, Тур де Франс, Вуелта а Еспања) је Саша Гајићић, такође из породице у којој се негује бициклизам.

## Рекреативни и спортски бициклизам
Данас је у западној Европи бициклизам врло популаран спорт. Нарочито је праћен друмски бициклизам који има сваке године неколико утицајних трка. Најпознатије су Тур де Франс, Ђиро ди Италија, Париз—Рубе, Вуелта. Тур де Франс важи и за највећи трофеј и чак је већег значења него Светски куп. На Туру је и највећа концентрација екипа, где су увек присутни најбољи бициклисти. Ђиро ди Италија је такође великог значења, одмах иза Тура. По дужини је неколико краћи и има мање етапа. За професионалне екипе Ђиро је нека врста припрема за велики судар на Тур де Франсу. Често се дешава, да фаворити за Тур де Франс не возе Ђиро.
Бициклизам постаје и начин живота, нарочито у скандинавским земљама. У Холандији и Данској бициклизам је веома популаран а разлог је у врло високој еколошкој освештености, високим порезима на аутомобиле и одлично уређеној бициклистичкој траси широм државе.

## Бициклистички барометар за Европску унију
Организација „ECF” (енгл. European Cyclists’ Federation) бави се са тематиком бициклизма у ЕУ. Према барометру за бициклисте најтолерантнија земља за 2015 је била Данска, док су следили Холандија и Шведска.

## Утицаји на здравље
Здравствене предности бициклизма надмашују ризике, када се бициклизам упоређује са седентарним начином живота. Једна холандска студија утврдила је да бициклизам може да продужи животни век до 14 месеци, а ризици су били једнаки скраћеном животном веку од 40 дана или мање. Утврђено је да је редукција стопе смртности директно повезана са просечним временом вожње бицикла, што је износило око 6500 смртних случајева спречених бициклизмом. Вожња бициклом у Холандији често је безбеднија него у другим деловима света, и стога је однос ризика и користи другачији у другим регијама. Свеукупно, показано је да предности вожње бициклом или шетње премашују ризике у односу 9: 1 до 96: 1 у поређењу са потпуним одсуством вежбања, укључујући широк избор физичких и менталних исхода.